# Dickinson County (Michigan)
Das Dickinson County ist ein County im US-amerikanischen Bundesstaat Michigan. Das U.S. Census Bureau hat bei der Volkszählung 2020 eine Einwohnerzahl von 25.947 ermittelt. Der Sitz der Countyverwaltung (County Seat) befindet sich in Iron Mountain.

## Geografie
Das County liegt im mittleren Westen der Oberen Halbinsel von Michigan am Menominee River, der bis zu seiner Mündung in den Michigansee die Grenze zu Wisconsin bildet.
Das Dickinson County hat eine Fläche von 201,6 Quadratkilometern, wovon 40,5 Quadratkilometer Wasserfläche sind.
An das Dickinson County grenzen folgende Nachbarcountys:
|                             | Marquette County             |                  |
| Iron County                 |                              |                  |
| Florence County (Wisconsin) | Marinette County (Wisconsin) | Menominee County |

## Geschichte

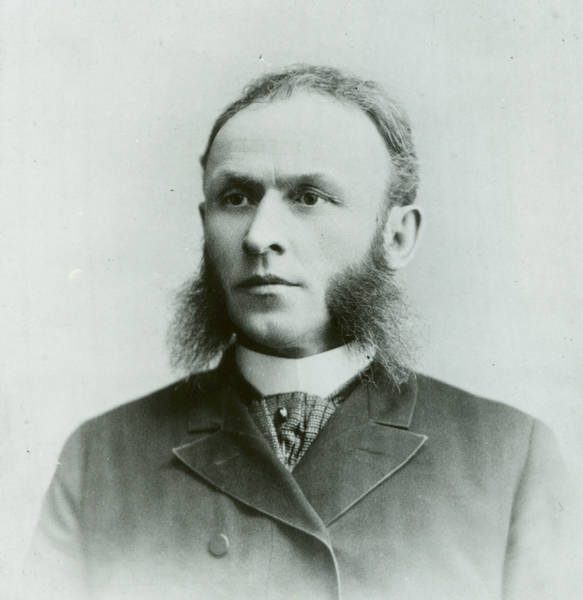
Donald M. Dickinson

Das Dickinson County ist das jüngste County in Michigan und wurde 1896 aus Teilen der bereits bestehenden Marquette, Menominee und Iron Countys gebildet. Benannt wurde es durch Präsident Grover Cleveland nach Donald M. Dickinson, einem amerikanischen Juristen und Politiker.

## Wirtschaft
Die Bedeutung des Countys lag in erster Linie in seinen großen Eisenerzvorkommen. So produzierte zum Beispiel die Chapin Mine von 1880 bis zu ihrer Stilllegung im Jahre 1934 27 Millionen Tonnen Eisenerz.

## Sehenswürdigkeiten
Dickinson County hat ein breitgefächertes Freizeitangebot. Neben zahlreichen Campingplätzen, Reitpfaden und Wanderwegen, sind viele der Flüsse mit Kajak und Kanu zu befahren. Es gibt zahlreiche Möglichkeiten zum Fischen, Jagen, Golf spielen und zum Mountainbike-Fahren auf speziellen Biking-Trails. Zudem ist Dickinson County ein beliebtes Wintersportgebiet mit der Pine Mountain Skisprungschanze, zahlreichen Langlaufrouten und Ice-Fishing-Events.
In der zum Museum umgebauten Iron Mountain Mine in Vulcan kann der Alltag einer Eisenerzmine durch geführte unterirdische Zugrundfahrten nachvollzogen werden.

## Bevölkerung
Nach der Volkszählung im Jahr 2010 lebten im Dickinson County 26.168 Menschen in 11.322 Haushalten. Die Bevölkerungsdichte betrug 13,2 Einwohner pro Quadratkilometer. In den 11.322 Haushalten lebten statistisch je 2,28 Personen.
Ethnisch betrachtet setzte sich die Bevölkerung zusammen aus 97,2 Prozent Weißen, 0,4 Prozent Afroamerikanern, 0,6 Prozent amerikanischen Ureinwohnern, 0,6 Prozent Asiaten sowie aus anderen ethnischen Gruppen; 1,2 Prozent stammten von zwei oder mehr Ethnien ab. Unabhängig von der ethnischen Zugehörigkeit waren 1,2 Prozent der Bevölkerung spanischer oder lateinamerikanischer Abstammung.
20,2 Prozent der Bevölkerung waren unter 18 Jahre alt, 60,3 Prozent waren zwischen 18 und 64 und 19,5 Prozent waren 65 Jahre oder älter. 50,3 Prozent der Bevölkerung waren weiblich.

Das jährliche Durchschnittseinkommen eines Haushalts lag bei 44.272 USD. Das Pro-Kopf-Einkommen betrug 24.682 USD. 11,0 Prozent der Einwohner lebten unterhalb der Armutsgrenze.

## Ortschaften im Dickinson County
Citys
- Iron Mountain
- Kingsford
- Norway

Census-designated place (CDP)
- Quinnesec

Andere Unincorporated Communities
| - Alfred - Antoine - Channing - East Kingsford - Felch - Felch Mountain | - Floodwood - Foster City - Golden - Granite Bluff - Hardwood - Hylas | - Loretto - Merriman - Metropolitan - Ralph - Randville - Sagola | - Skidmore - Spruce - Theodore - Turner - Vulcan - Waucedah |

## Gliederung
Das Dickinson County ist neben den drei Citys in sieben Townships eingeteilt
| Township                  | Einwohner (2010) | FIPS     |
| ------------------------- | ---------------- | -------- |
| Breen Township            | 499              | 26-10200 |
| Breitung Charter Township | 5853             | 26-10220 |
| Felch Township            | 752              | 26-27660 |
| Norway Township           | 1489             | 26-59240 |
| Sagola Township           | 1106             | 26-70600 |
| Waucedah Township         | 804              | 26-84700 |
| West Branch Township      | 63               | 26-85520 |